# أزمات الجمهورية الرومانية
يشير مصطلح أزمات الجمهورية الرومانية إلى فترة ممتدة من عدم الاستقرار السياسي والاضطرابات الاجتماعية بين 134 و44 قبل الميلاد تقريبًا، والتي وصلت إلى ذروتها بسقوط الجمهورية الرومانية وظهور الإمبراطورية الرومانية.
تغيرت أسباب الأزمات وخصائصها على مر العقود، بما في ذلك بروز أشكال من العبودية، واللصوصية، والحروب الداخلية والخارجية، وإصلاح الأراضي، وابتكار عقوبات جديدة قاسية، فضلًا عن توسيع المواطنة الرومانية والتكوين المتغير للجيش الروماني.
يختلف الباحثون المعاصرون أيضًا حول طبيعة الأزمات؛ ينظر سالوست وجيبون وآخرون من مدارسهم تقليديًا بشكل سلبي إلى توسيع المواطنة (بكل حقوقها وامتيازاتها وواجباتها)، لما سببه من خلافات داخلية ونزاعات مع حلفاء روما الإيطاليين وثورات العبيد وأعمال شغب. ومع ذلك، جادل باحثون آخرون بأنه طالما من المفترض أن تكون شؤون الجمهورية شؤونًا عامةً، الشيء الأساسي للشعب، فلا يمكن إلقاء اللوم على الفقراء والمحرومين لمحاولتهم معالجة مظالمهم المشروعة والقانونية.

## الحجج المخالفة لنظرية الأزمة الواحدة
برز مؤخرًا جدل حول ما إذا كانت هناك أزمة أو عدة أزمات في الآونة الأخيرة، بخلاف الجدل حول تاريخ أزمة الجمهورية الرومانية. اقترحت هارييت فلاور في عام 2010م نموذجًا مختلفًا يشمل «الجمهوريات» المتعددة لكامل الفترة الجمهورية التقليدية مع محاولات الإصلاح بدلًا من «أزمة» واحدة حدثت على مر ثمانين عامًا. وتقترح فلاور سلسلةً من الأزمات والفترات الانتقالية (مقتطفات فقط من الفترات الزمنية بعد 139 قبل الميلاد) بدلًا من أزمة واحدة للجمهورية المتأخرة:
| السنوات قبل الميلاد | التوصيف                                                                                 |
| ------------------- | --------------------------------------------------------------------------------------- |
| 139- 88             | الجمهورية 5: الجمهورية الثالثة للنبلاء                                                  |
| 88- 81              | فترة انتقالية تبدأ بانقلاب سولا الأول وتنتهي بحكمه الديكتاتوري                          |
| 81-60               | الجمهورية 6: جمهورية سولا (تم تعديلها أثناء قنصلية بومبي وكراسوس في عام 70 قبل الميلاد) |
| 59- 53              | الحكم الثلاثي الأول                                                                     |
| 52- 49              | فترة انتقالية (حرب قيصر الأهلية)                                                        |
| 49- 44              | ديكتاتورية يوليوس قيصر، مع فترة انتقالية قصيرة بعد وفاته                                |
| 43- 33              | الحكم الثلاثي الثاني                                                                    |

تمتعت كل جمهورية بظروف مختلفة. وفي حين يمكن تتبع الموضوعات الشاملة، «لم تكن هناك جمهورية واحدة طويلة تحمل بذور تدميرها في ميلها العدواني للتوسع والطموحات الجامحة لسياسييها البارزين».  وضعت النتائج المترتبة على هذا الرأي سقوط الجمهورية في سياق يقوم على انهيار الثقافة السياسية الجمهورية للنازحين والتأكيد على كون الحرب الأهلية الثانية لسولا والتي أعقبها سقوط جمهورية سولا خلال حرب قيصر الأهلية سببًا مباشرًا لذلك.

## تأريخ الأزمات
جادل المؤرخون حول بداية أزمات الجمهورية الرومانية، وغيرها من الأزمات المحددة التي تضمنتها، وتاريخ سقوطها لقرون عديدة. كتب فلورنس دوبونت وكريستوفر وودال حول ذلك باعتبار الجمهورية ثقافة (أو «شبكة من المؤسسات»): "«لا يوجد تمييز بين الفترات المختلفة». ومع ذلك، بالإشارة إلى رأي تيتوس ليفيوس في كتابه التاريخ منذ تأسيس المدينة، فقد أكد أن الرومان فقدوا حريتهم من خلال فتوحاتهم الخاصة «تقوض العواقب أخلاقيًا».

## بومبيوس
كان بومبيوس العظيم القائد الرئيسي اللاحق الذي أدى إلى تفاقم الأزمات (اسمه عند الولادة: جانيوس بومبيوس، ولكنه أخذ سمته من ماغنوس («العظيم»). تحالف بومبي مع سولا عندما كان شابًا، ولكنه أيد ليبيدوس ضد رغبة سولا في الانتخابات القنصلية لعام 78 قبل الميلاد. ثار ليبيدوس بعد وفاة سولا في وقت لاحق من ذلك العام، وقمعه بومبيوس نيابةً عن مجلس الشيوخ،[بحاجة لمصدر] قبل أن يطلب سلطة الإمبريوم (سلطة القيادة) في هسبانيا للتعامل مع الجنرال الشعبي كوينتوس سيرتوريوس، الذي صمد على مدى السنوات الثلاث السابقة ضد كوينتوس كاسيليوس ميتيلوس بيوس، أحد أكثر جنرالات سولا نفوذًا.
يبدو أن مسيرة بومبيوس كانت مدفوعةً بالرغبة في تحقيق المجد العسكري وتجاهل القيود السياسية التقليدية، إ‘ذ خدم بومبيوس بجانب كراسوس ويوليوس قيصر كجزء من الحكم الثلاثي الأول لروما. ومع ذلك، رفضته الطبقة الأرستقراطية الرومانية قبل أن يصبح جزءًا من ذلك الحكم لأنهم بدأوا يخشون من بروزه كجنرال شاب وشعبي ناجح؛ ولكن رفض بومبيوس حل جحافله حتى تمت الموافقة على طلبه. اجتمع مجلس الشيوخ، ومنحه، على مضض، لقب حاكم مع سلطات مساوية لتلك التي يمتلكها ميتيلوس، وأرسله إلى هسبانيا.
قضى بومبيوس بشكل سيئ على ما تبقى من قوات سبارتاكوس في عام 71 قبل الميلاد، والتي منعها ماركوس ليسينيوس كراسوس من التقدم. وحصل بعدها على أعلى تقدير في روما، احتفال النصر الروماني، بينما لم ينل كراسوس على أكثر من تحية، ما جرح كبرياء كراسوس.
غزا بومبيوس سوريا، وهزم ديكرانوس الثاني ملك أرمينيا، واستبدل الملك سلوقس السابع فيلوميتور بأخيه أنطيوخوس الثالث عشر آسياتيكوس في عام 69 قبل الميلاد. كما أطاح بالنظام الملكي واستبدله بالحوكمة بعد أربع سنوات من ذلك. ولم يقض على السلوقيين فحسب، بل جلب الآلاف من العبيد والشعوب الغريبة، بما في ذلك اليهود، إلى روما؛ وبالتالي خلق الشتات اليهودي، ما أدى إلى ظهور أفواج من اللاجئين، والتي لم يكن هناك مفر من بروز خلافها الخاص.
وفي حين أن العديد من تصرفات بومبيوس المتهورة أدت في النهاية إلى زيادة التوتر والخلافات في روما، فغالبًا ما أُشير إلى تحالفه غير المحظوظ مع كراسوس وقيصر بأنه خطر شديد على الجمهورية. قاد قيصر جحافله، في يناير 49 قبل الميلاد، عبر نهر روبيكوني من غاليا كيسالبينا إلى إيطاليا، وبالتالي كان ذلك يعني إعلان الحرب ضد بومبيوس وقواته. توقف قيصر بالقرب من فرسالوس في أغسطس 48 قبل الميلاد، أثناء مطاردة بومبيوس، ليقيم معسكرًا في موقع استراتيجي، وحقق النصر بعد اشتباك قواته مع قوات مجلس الشيوخ التابعة لبومبيوس، ولكن استطاع بومبيوس الهروب إلى مصر. كان بومبيوس يأمل أن يساعده الملك بطليموس الثالث عشر، حليفه السابق، لكن الملك المصري كان يخشى الإساءة للقيصر المنتصر. طُلب من بومبيوس مغادرة سفنه والعودة إلى الشاطئ في بيلوسيوم في 28 سبتمبر، وبينما كان يستعد للنزول إلى الأراضي المصرية، تعرض للضرب غدرًا وقتل على يد أحد ضباط بطليموس الثالث عشر.